# Negyedik Internacionálé
A Negyedik Internacionálé egy nemzetközi kommunista szervezet volt, ami mind a kapitalizmus, mind a sztálinizmus ellensúlyozására jött létre. Tagjai Lev Davidovics Trockij támogatói közül kerültek ki és a szervezet a nemzetközi munkásosztály győzelmét és a szocializmust akarta kivívni.
1938-ban Párizsban Trockij és követői (akiket száműztek a Szovjetunióból) úgy vélték, a Komintern elvesztette a sztálinizmussal folytatott harcát és nem képes hatalomra segíteni a nemzetközi munkásosztályt. Ezért megalapították a saját (negyedik) internacionáléjukat.
Létének nagy részében a Negyedik Internacionálét a szovjet titkosrendőrség ügynökei üldözték, a kapitalista országok, mint az USA és Franciaország próbálták megsemmisíteni, a Szovjetunió és a maoizmus hívei pedig elutasították, illegitimnek tekintették és még ma is annak tekintik.
A negyedik internacionálé először 1940-ben, majd 1953-ban újra, még jelentősebben kettészakadt. 1963-as részleges újraegyesítése ellenére ma számos csoport tartja magát a negyedik internacionálé politikai örökösének. A trockista internacionálék széles sorának véleménye megoszlik abban a tekintetben, hogy létezik-e ma még a Negyedik Internacionálé, és hogy melyik szervezet képviseli a politikai folytonosságot.
A trockista internacionálékat és az egész trockista mozgalmat általánosságban megosztja a Seattle-ben erőre kapott globalizációellenes mozgalom, ami elmélyítette a már régóta meglévő törésvonalakat a trockisták között.